# Critérium du Printemps
Le Critérium du Printemps est une course cycliste française disputée au mois de mars autour de Brognard, dans le département du Doubs. Créée en 1925, cette épreuve amateur inaugure habituellement la saison cycliste en Franche-Comté. Elle est organisée par le Vélo Club de Montbéliard.
Jusqu'en 2000, le Critérium est organisé par le Vélo Club Belfortain. L'édition 2018 est annulée en raison des conditions météorologiques difficiles. Elle n'a également pas lieu en 2019, faute de moyens et de bénévoles.

## Palmarès depuis 1946
| Année     | Vainqueur                            | Deuxième                             | Troisième                            |
| --------- | ------------------------------------ | ------------------------------------ | ------------------------------------ |
| 1946      | Roger Bon                            | André Roth                           | René Strobel                         |
| 1947      | Paul Hèbles                          | Camille Klein                        | Théodore Furnstein                   |
| 1948      | Roger Bon                            | Théodore Furnstein                   | Albert Berger                        |
| 1949      | René Urbain                          | Gilbert Nicod                        | René Ostertag                        |
| 1950      | Paul Rossier                         | Joseph Havelange                     | René Gaillard                        |
| 1951      | Paul Munch                           | Roger Rossinelli                     | René Gaillard                        |
| 1952      | Anzile                               | Gaby Faille                          | Hubert Barrière                      |
| 1953      | Raymond Haegel                       | Michel Piacentini                    | Émile Haag                           |
| 1954      | Roger Enderlein                      | Jacques Grammont                     | Frankhauser                          |
| 1955      | Gaby Faille                          | Paris                                | Roger Castel                         |
| 1956      | Bernard Linder                       | Gilbert Valfrey                      | Marcel Hocquaux                      |
| 1957      | ?                                    | ?                                    | ?                                    |
| 1958      | Jean Bulle                           | René Ostertag                        | Gilbert Valfrey                      |
| 1959      | Charles Schultz                      | Jean Buchwalter                      | Michel Piacentini                    |
| 1960      | Norman Sheil                         | Claude Marti                         | Noël Chavy                           |
| 1961      | Noël Chavy                           | René Ostertag                        | Soittoux                             |
| 1962      | Michel Descombin                     | Jean-Louis Grunewald                 | Soittoux                             |
| 1963      | Gérard Lhoste                        | Koller                               | Mario Zuliani                        |
| 1964      | Robert Jankowski                     | Marcel Hocquaux                      | Roger Cailleux                       |
| 1965      | Roger Cailleux                       |                                      |                                      |
| 1966      | Jean-Pierre Magnien                  | Jean Grosjean                        | Louis Nicolas                        |
| 1967      | Louis Nicolas                        | René Grelin                          | Jean-Claude Noo                      |
| 1968      | Jean-Pierre Boulard                  | Phil Cheetham                        | Kurt Rub                             |
| 1969      | Robert Jankowski                     | Jean-Pierre Boulard                  | Jean-Claude Lambolez                 |
| 1970      | Robert Hiltenbrand                   | André Zimmermann                     | Michel Colin                         |
| 1971      | Jean-Marie Brun                      | Christian Poulignot                  | Michel Colin                         |
| 1972      | Yvan Mutrux                          | Christian Poulignot                  | Gilbert Rapold                       |
| 1973      | Roland Esslinger                     | Christian Poulignot                  | Yves Mutrux                          |
| 1974      | José Citores                         | Patrick Mauvilly                     | Christian Poulignot                  |
| 1975      | Jean Christen                        | Christian Poulignot                  | José Citores                         |
| 1976      | Romain Hilger                        | Jean-Paul Hosotte                    | Carlos Alvarado                      |
| 1977      | Christian Poulignet                  |                                      |                                      |
| 1978      | Marcel Bourque                       | Frédéric Vichot                      | Pascal Guyot                         |
| 1979      | pas de course                        | pas de course                        | pas de course                        |
| 1980      | Jean-Marie Grezet                    | Alain Rawyler                        | Dominique Thiébaud                   |
| 1981      | Jean-François Favret                 | Jean-François Jurain                 | Roland Legin                         |
| 1982      | Patrick Mauvilly                     | Patrick Hosotte                      | Philippe Henrion                     |
| 1983      | Patrick Hosotte                      | Marcel Spohn                         | Éric Guyot                           |
| 1984      | Jacques Decrion                      | Éric Vuillemin                       | Jean-Paul Hosotte                    |
| 1985      | Jean-Paul Hosotte                    | Marcel Spohn                         | Alain Parisot                        |
| 1986      | Patrick Bruet                        | Manuel Carneiro                      | Lucien Einhorn                       |
| 1987      | Manuel Carneiro                      | Dominique Arnould                    | Jean-Louis Harel                     |
| 1988      | Franck Auberget                      | Bonnefoy                             | Jean-Louis Nicolas                   |
| 1989      | Christophe Manin                     | Marcel Kaikinger                     | Sylvain Volatier                     |
| 1990      | Yann Gabet                           | Christophe Vercellini                | Thierry Arnould                      |
| 1991      | Arnaud Prétot                        | Thierry Arnould                      | Philippe Trastour                    |
| 1992      | Richard Szostak                      | Andreas Langl (en)                   | Martial Locatelli                    |
| 1993      | Christophe Moreau                    | Martial Locatelli                    | Fabrice Julien                       |
| 1994      | Gilles Eckert                        | Arnaud Prétot                        | Richard Bintz                        |
| 1995      | Richard Bintz                        | Jérôme Gannat                        | Jean-Charles Martin                  |
| 1996      | Cyril Beaulieu                       | Thierry Scheffel                     | Jérôme Gannat                        |
| 1997      | Julien Jacques                       | Éric Drubay                          | Gaël Perry                           |
| 1998      | Gaël Perry                           | Pierre Ackermann                     | Roland                               |
| 1999      | Emmanuel Bonnot                      |                                      |                                      |
| 2000-2001 | pas de course                        | pas de course                        | pas de course                        |
| 2002      | Julien Tomasi                        | Éric Madenspacher                    | Laurent Mangel                       |
| 2003      | Sébastien Grédy                      | Xavier Pache                         | Cyril Gossmann                       |
| 2004      | Emmanuel Bonnot                      | Régis Franchequin                    | Julien Tomasi                        |
| 2005      | Pierre Lebreton                      | Steve Chainel                        | Thomas Bouteille                     |
| 2006      | annulé en raison de routes enneigées | annulé en raison de routes enneigées | annulé en raison de routes enneigées |
| 2007      | Tomasz Smoleń                        | Thomas Bouteille                     | Jean-Eudes Demaret                   |
| 2008      | Thomas Bouteille                     | Mickaël Jeannin                      | Sébastien Grédy                      |
| 2009      | Thibaut Pinot                        | Andrei Krasilnikau                   | Arnaud Godet                         |
| 2010      | Jonathan Fumeaux                     | Thomas Bouteille                     | Cho Ho-sung                          |
| 2011,     | Pierre-Henri Jung                    | Damien Mougel                        | Vismantas Mockevičius                |
| 2012      | Benjamin Le Roscouët                 | Maxime Robert                        | Thomas Bouteille                     |
| 2013      | Maxime Robert                        | Pierre Bonnet                        | Thomas Bouteille                     |
| 2014      | Bruno Chardon                        | Guillaume Gauthier                   | Hugo Hofstetter                      |
| 2015      | Damien Touzé                         | Gian Friesecke                       | Thomas Welter                        |
| 2016,     | Émilien Viennet                      | Léo Vincent                          | Nico Selenati                        |
| 2017,     | Pierre Idjouadiene                   | Axel Zingle                          | Joab Schneiter                       |
| 2018-2019 | annulé                               | annulé                               | annulé                               |